# Gillespie megye
Gillespie megye az Amerikai Egyesült Államokban, azon belül Texas államban található. Megyeszékhelye és legnagyobb városa Fredericksburg. Lakosainak száma 26 725 fő (2020. április 1.). Gillespie megye Blanco, Llano, Kendall, Mason, Kerr és Kimble megyékkel határos.

## Népesség
A megye népességének változása:
| Lakosok száma | 24 876 | 25 032 | 25 144 | 25 357 | 25 963 | 26 725 |
|               | 2010   | 2011   | 2012   | 2013   | 2015   | 2020   |